# Kian
Kian je tako perzijska kot arabska beseda. V perzijskem jeziku kian pomeni dobronamerni monarh ali kralj, v arabskem jeziku pa pomeni duša (كيان) ali bistvo.
Cian, znan tudi kot Kian, (irska izgovorjava: [k ʲ ən i ː]) je lik iz irske legende.